# Pongsak Pongsuwan
Pongsak Pongsuwan (thaï: พงศ์ศักดิ์ พงษ์สุวรรณ; RTGS: Phongsak Phongsuwan), né le 7 avril 1966 dans la province de Sukhothaï, est un acteur comique thaïlandais.
Il est aussi connu sous le nom d'acteur Theng Therdtherng (thaï: เท่ง เถิดเทิง; RTGS: Theng Thoetthoeng).
Il est le grand frère de l'actrice Bunyawan Pongsuwan.

## Filmographie
- 1998 : 18 ฝน คนอันตราย
- 2001 : Killer Tattoo (มือปืน/โลก/พระ/จัน)
- 2002 : Heaven's Seven (7 ประจัญบาน / 7 Pra-Jan-Barn)
- 2003 : Spy Next Door (แอบคนข้างบ้าน)
- 2005 : The Holy Man'[2] (หลวงพี่เท่ง / Luang Phii Theng)[3]
- 2006 : โหน่ง เท่ง นักเลงภูเขาทอง (Nong Teng Nakleng-pukaotong)
- 2007 : Teng and Nong: The Movie (เท่ง โหน่ง คนมาหาเฮีย)
- 2008 : Teng's Angel (เทวดาท่าจะเท่ง)
- 2010 : ตุ๊กกี้ เจ้าหญิงขายกบ
- 2011 : เท่ง โหน่ง จีวรบิน[4] (Teng Nong jiworn bin)
- 2011 : ใหม่กะหม่ำ โดนกะโดน (Mai ka Mam don ka don)
- 2013 : The Bodyguard 2
- 2015 : Cat a Wabb (แคท อ่ะ แว้บ!)
- 2017 : Haunted School (โรงเรียนผี)